# Elezioni regionali in Veneto del 1985
Le elezioni regionali in Veneto del 1985 si tennero il 12-13 maggio.

## Risultati elettorali
| Liste                                                  | Voti      | %     | Seggi |
| ------------------------------------------------------ | --------- | ----- | ----- |
| Democrazia Cristiana (DC)                              | 1.383.406 | 45,91 | 30    |
| Partito Comunista Italiano (PCI)                       | 615.002   | 20,41 | 12    |
| Partito Socialista Italiano (PSI)                      | 372.096   | 12,35 | 8     |
| Movimento Sociale Italiano - Destra Nazionale (MSI-DN) | 135.417   | 4,49  | 2     |
| Liga Veneta (ŁV)                                       | 112.275   | 3,73  | 2     |
| Partito Repubblicano Italiano (PRI)                    | 98.306    | 3,26  | 2     |
| Partito Socialista Democratico Italiano (PSDI)         | 96.571    | 3,20  | 1     |
| Lista Verde (LV)                                       | 77.967    | 2,59  | 1     |
| Partito Liberale Italiano (PLI)                        | 57.648    | 1,91  | 1     |
| Democrazia Proletaria (DP)                             | 51.254    | 1,70  | 1     |
| Partito Nazionale Pensionati (PNP)                     | 7.036     | 0,23  | -     |
| Liga Veneta Serenissima                                | 6.533     | 0,22  | -     |
| Totale                                                 | 3.013.511 |       | 60    |

| Riepilogo dei seggi | Riepilogo dei seggi | Riepilogo dei seggi | Riepilogo dei seggi | Riepilogo dei seggi | Riepilogo dei seggi | Riepilogo dei seggi |
| ------------------- | ------------------- | ------------------- | ------------------- | ------------------- | ------------------- | ------------------- |
|                     |                     |                     |                     |                     |                     |                     |
| DP                  | 1                   | ━                   |                     | PCI                 | 12                  | ▼ 1                 |
| PSI                 | 8                   | ▲ 1                 |                     | PSDI                | 1                   | ▼ 1                 |
| LV                  | 1                   | Nuovo               |                     | LV                  | 2                   | ▲ 2                 |
| PRI                 | 2                   | ▲ 1                 |                     | DC                  | 30                  | ▼ 2                 |
| PLI                 | 1                   | ━                   |                     | MSI-DN              | 2                   | ━                   |
| PdUP                | 0                   | ▼ 1                 |                     |                     |                     |                     |

## Consiglieri eletti
| Collegio | Lista                                         | Eletto                     | Preferenze |
| -------- | --------------------------------------------- | -------------------------- | ---------- |
| Venezia  | Democrazia Cristiana                          | Mirko Marzaro              | 16.973     |
| Venezia  | Democrazia Cristiana                          | Sante Perticaro            | 15.531     |
| Venezia  | Democrazia Cristiana                          | Marino Cortese             | 14.507     |
| Venezia  | Democrazia Cristiana                          | James Siviero              | 12.757     |
| Venezia  | Partito Comunista Italiano                    | Gianni Pellicani           | 18.065     |
| Venezia  | Partito Comunista Italiano                    | Renato Morandina           | 4.794      |
| Venezia  | Partito Comunista Italiano                    | Laura Biasibetti           | 4.369      |
| Venezia  | Partito Comunista Italiano                    | Luigi Basso                | 4.027      |
| Venezia  | Partito Socialista Italiano                   | Umberto Carraro            | 15.486     |
| Venezia  | Partito Socialista Italiano                   | Luigi Covolo               | 12.132     |
| Venezia  | Movimento Sociale Italiano - Destra Nazionale | Bruno Canella              | 2.838      |
| Venezia  | Partito Socialista Democratico Italiano       | Alberto Tomassini          | 4.002      |
| Venezia  | Lista Verde                                   | Michele Boato              | 1.867      |
| Venezia  | Partito Repubblicano Italiano                 | Guido Berro                | 1.107      |
| Belluno  | Democrazia Cristiana                          | Luigi Reolon               | 8.408      |
| Belluno  | Democrazia Cristiana                          | Felice Dal Sasso           | 7.101      |
| Belluno  | Partito Comunista Italiano                    | Angelo Tanzarella          | 3.837      |
| Belluno  | Partito Socialista Italiano                   | Bortolo Mainardi           | 4.157      |
| Padova   | Democrazia Cristiana                          | Gianfranco Cremonese       | 23.637     |
| Padova   | Democrazia Cristiana                          | Aldo Bottin                | 19.024     |
| Padova   | Democrazia Cristiana                          | Maurizio Creuso            | 16.266     |
| Padova   | Democrazia Cristiana                          | Giacomo Pontarollo         | 15.823     |
| Padova   | Democrazia Cristiana                          | Luigi Capuzzo              | 15.573     |
| Padova   | Democrazia Cristiana                          | Amalia Casadei             | 14.350     |
| Padova   | Partito Comunista Italiano                    | Luciano Gallinaro          | 9.335      |
| Padova   | Partito Comunista Italiano                    | Luisa De Biasio            | 6.544      |
| Padova   | Partito Socialista Italiano                   | Adriano Fusaro             | 5.010      |
| Rovigo   | Democrazia Cristiana                          | Giulio Fausto Veronese     | 16.468     |
| Rovigo   | Partito Comunista Italiano                    | Valentino Lodo             | 2.205      |
| Treviso  | Democrazia Cristiana                          | Carlo Bernini              | 43.029     |
| Treviso  | Democrazia Cristiana                          | Roberto Da Dalt            | 23.871     |
| Treviso  | Democrazia Cristiana                          | Gian Pietro Favaro         | 21.907     |
| Treviso  | Democrazia Cristiana                          | Vittorio Tassinari         | 20.056     |
| Treviso  | Democrazia Cristiana                          | Fidenzio Benedos           | 15.496     |
| Treviso  | Partito Comunista Italiano                    | Giuliano Varnier           | 10.774     |
| Treviso  | Partito Socialista Italiano                   | Siro Zanella               | 9.284      |
| Treviso  | Liga Veneta                                   | Franco Rocchetta           | 2.290      |
| Treviso  | Partito Repubblicano Italiano                 | Vittorio Guillion Mangilli | 3138       |
| Verona   | Democrazia Cristiana                          | Raffaello Rugolotto        | 26.645     |
| Verona   | Democrazia Cristiana                          | Antonio Bogoni             | 22.157     |
| Verona   | Democrazia Cristiana                          | Carlo Delaini              | 21.302     |
| Verona   | Democrazia Cristiana                          | Wilmo Ferrari              | 21.138     |
| Verona   | Democrazia Cristiana                          | Antonio Pasetto            | 18.526     |
| Verona   | Democrazia Cristiana                          | Anna Maria Leone           | 18.134     |
| Verona   | Partito Comunista Italiano                    | Giorgio Bragaja            | 8.468      |
| Verona   | Partito Comunista Italiano                    | Ottavio Contolini          | 4.252      |
| Verona   | Partito Socialista Italiano                   | Renzo Burro                | 9.294      |
| Verona   | Partito Socialista Italiano                   | Giancarlo Brunetto         | 7.322      |
| Verona   | Movimento Sociale Italiano - Destra Nazionale | Fabrizio Comencini         | 2.995      |
| Verona   | Partito Liberale Italiano                     | Jacopo Panozzo             | 2.488      |
| Vicenza  | Democrazia Cristiana                          | Pietro Fabris              | 33.499     |
| Vicenza  | Democrazia Cristiana                          | Giorgio Carollo            | 28.506     |
| Vicenza  | Democrazia Cristiana                          | Francesco Guidolin         | 24.210     |
| Vicenza  | Democrazia Cristiana                          | Giorgio Sala               | 22.271     |
| Vicenza  | Democrazia Cristiana                          | Gaetano Fontana            | 17.360     |
| Vicenza  | Democrazia Cristiana                          | Giuseppina Dal Santo       | 16.501     |
| Vicenza  | Partito Comunista Italiano                    | Giuseppe Pupillo           | 7.300      |
| Vicenza  | Partito Socialista Italiano                   | Amalia Sartori             | 7.390      |
| Vicenza  | Liga Veneta                                   | Ettore Beggiato            | 2.217      |